# 惠勒 (德克薩斯州)
惠勒（英語：Wheeler）是一個位於美國德克薩斯州惠勒縣的城市。根據2010年美國人口普查，該地共人口1592人，而該地的面積約為4.00平方千米。同時該地也是惠勒縣的縣治。

## 地理
惠勒的座標為35°26′43″N 100°16′15″W / 35.44528°N 100.27083°W，而該地的平均海拔高度為764米（即2507英尺）。